# Beatrice (film 1919)
Beatrice è un film muto del 1919, diretto da Herbert Brenon e interpretato da Francesca Bertini.

## Trama
Il film narra l'incontro di Dante Alighieri e Beatrice Portinari a Firenze che segnerà il poeta per tutta la vita. Infatti Dante la amerà per sempre, anche dopo la morte prematura di lei e quando l'incontra nel Paradiso. La vicenda si svolge ne ventennio che precede la fine del Duecento e Dante, anche se prova sentimenti sinceri per Beatrice, si vede costretto ad abbandonare la sua ricerca amorosa a causa del netto rifiuto di lei. Tuttavia Dante incomincia anche ad avere delle strane visioni riguardo al destino della sua amata, che nel frattempo si era sposata con un ricco fiorentino. Infatti poco dopo Beatrice muore in giovanissima età e Dante la incontra pochi anni dopo nel suo percorso di redenzione assieme al poeta Virgilio. Giunti nel Paradiso Terrestre alle pendici del Purgatorio, il poeta augusteo scompare per lasciare la sua pecorella smarrita Dante nelle braccia amorevoli della beata Beatrice che lo conduce a visitare il Paradiso. Lì Dante scorgerà le anime di molti santi e beati, nonché quelle di alcuni suoi antenati. Infine Dante resterà abbagliato dalla Santa Trinità di Dio.